# Traité byzantino-vénitien (1268)
Pour les articles homonymes, voir Traité byzantino-vénitien.
Le traité byzantino-vénitien de 1268 fut un accord conclu entre l’Empire byzantin et la république de Venise pour mettre fin temporairement aux hostilités entre les deux puissances, hostilités qui avaient suivi la restauration de l’Empire byzantin par l’empereur Michel Paléologue en 1261.
Venise avait pu jouir d’une position privilégiée tant que dura l’Empire latin de Constantinople (1204 – 1261) ; mais Michel VIII Paléologue choisit de s’allier à son principal rival commercial traditionnel, la république de Gênes. Ceci portait un dur coup aux intérêts politiques et commerciaux de Venise à l’Est, fermant l’accès à la mer Noire à laquelle les Génois gagnaient un accès privilégié. Venise se lança donc dans une guerre à la fois contre Gênes et contre l’empire. Mais en dépit d’une victoire importante à la bataille de Settepozzi en 1263, Venise ne parvint pas à des résultats décisifs. De son côté, Michel VIII, constatant les résultats militaires décevants de Gênes, commença à perdre confiance dans son alliée et à se rapprocher de Venise.
Un premier traité fut conclu en 1265 qui ne fut pas ratifié par Venise. Cependant la montée de Charles d’Anjou en Italie et ses  ambitions hégémoniques qui menaçaient aussi bien les intérêts de Venise que ceux de Constantinople conduisit à de nouvelles négociations et à la conclusion d’une nouvelle version du traité en avril 1268, beaucoup plus favorable cette fois aux Byzantins. Ses termes comprenaient une suspension des hostilités pendant cinq ans, un échange de prisonniers, et réadmettait dans l’empire les marchands vénitiens dont il encadrait les activités. De nombreux privilèges commerciaux dont jouissaient déjà les Vénitiens furent renouvelés, mais à des conditions moins avantageuses que celles que prévoyait la version de 1265. Pour leur part, les Byzantins durent reconnaitre à Venise la possession de la Crète et d’autres territoires conquis lors de la quatrième croisade. Ils réussissaient également à éviter une rupture complète avec Gênes. Pour Michel VIII, le plus grand avantage était d’exclure un appui maritime vénitien à Charles d’Anjou s’il venait à mettre à exécution ses plans pour conquérir Constantinople.

## Contexte historique

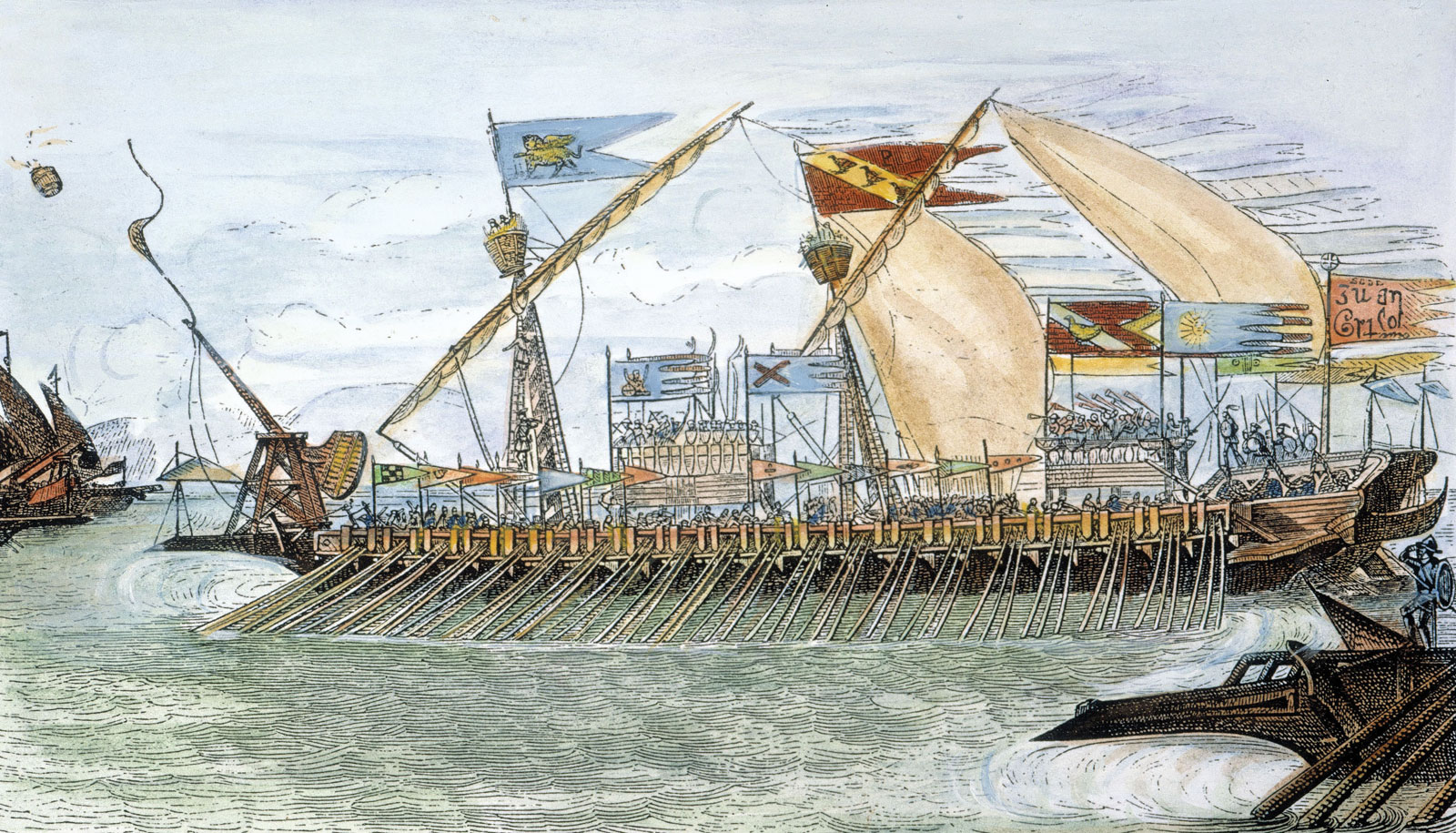
Galère vénitienne du XIII d’après une illustration du XIX.

La flotte de Venise avait été essentielle pour assurer le succès de la quatrième croisade en 1204 et la prise de Constantinople. En retour, Venise s’était assuré la part du lion dans le partage des dépouilles : outre les trois huitièmes de la ville de Constantinople (les cinq autres huitièmes restant possession de l’empereur latin), elle prit le contrôle des ports et des iles essentiels pour maintenir la prépondérance de son commerce maritime de la Méditerranée à la mer Noire. Sur la côte adriatique, elle prit possession de Dyrrachium et de Raguse; dans le Péloponnèse, des villes portuaires de Coron et de Modon; en mer Égée, des iles ioniennes, de la Crète, de la plupart des iles de l’Archipel avec l’Eubée, Naxos et Andros, ainsi que des villes portuaires les plus importantes de l’Hellespont et de la mer de Marmara,. Non seulement ceci ouvrait à Venise le commerce avec la mer Noire, mais l’influence qu’exerçait maintenant Venise à Constantinople lui assurait une position dominante face à ses rivaux traditionnels, Pise et Gênes.

### Les relations entre Venise, Gênes et Constantinople après 1261

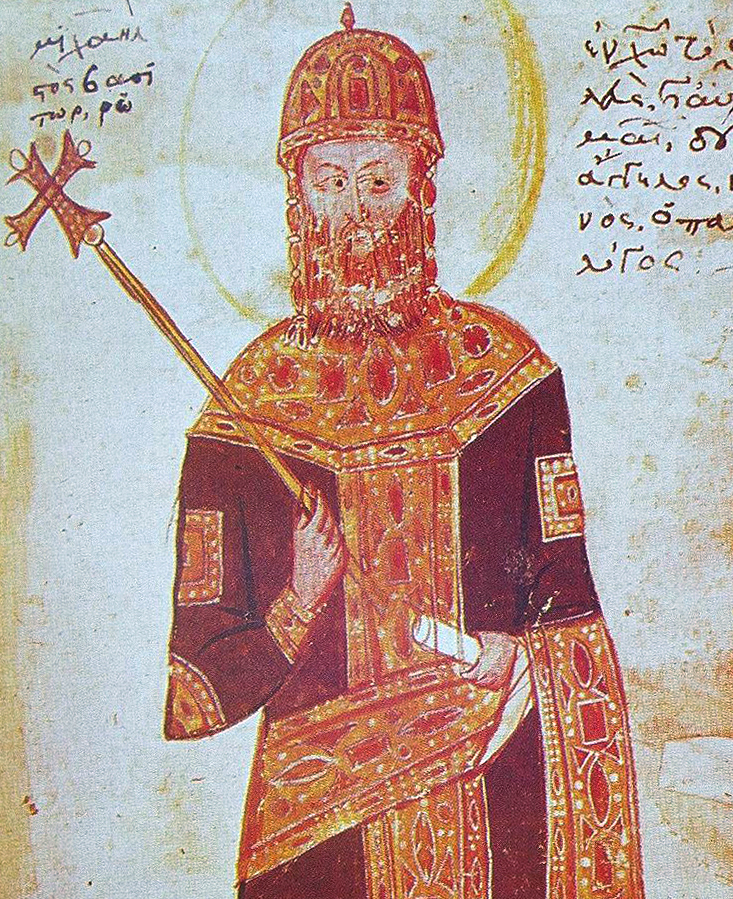
L’empereur Michel VIII Paléologue d’après une miniature du XIV

La reprise de Constantinople par l’empereur Michel VIII (r. co-empereur à Nicée : 1259 - à 1261, empereur byzantin 1261 – 1282) en 1261 et le rétablissement de l’Empire byzantin sous la dynastie des Paléologues avait porté un dur coup aux intérêts de Venise. De plus, pour contrer la puissante flotte maritime vénitienne, l’empereur s’était allié la même année à Gênes, alors en guerre avec Venise, par le traité de Nymphaeum. Non seulement cet accord concédait-il des privilèges considérables aux Génois, mais il leur donnait les quartiers et propriétés jusque-là assignés aux Vénitiens à Constantinople, ces derniers se voyant exclus du commerce avec la mer Noire,.
Dans les premières années après la reconquête, les Vénitiens appuyèrent les efforts de l’empereur latin en exil Baudouin II pour lancer une croisade qui lui permettait de récupérer son trône, et, pour reprendre les termes de l’historien Dino Geneakoplos, la diplomatie vénitienne s’employa « à unifier les projets des Latins pour reprendre la capitale ». Exclue de la mer Noire et de Constantinople au profit de sa rivale, Venise poursuivit ses efforts sur deux fronts : d’abord utiliser la papauté et la menace d’excommunication pour séparer Génois et Byzantins; ensuite obtenir l’assistance de princes occidentaux comme Manfred Ier de Sicile (r. 1258 – 1266) pour mener une expédition contre Michel VIII. Pendant ce temps, son activité maritime en mer Égée languissait. Au cours de l’été 1262 les Vénitiens y envoyèrent une flotte de trente-sept navires pour affronter la flotte de soixante navires génois à Thessalonique, mais ceux-ci refusèrent l’engagement. Par ailleurs, les incursions de piraterie auxquelles se livraient des personnages de Négrepont alliés à Venise en mer de Marmara furent mises en échec par une escouade byzantino-génoise,.
Toutefois, en 1263, une petite flotte vénitienne parvint à défaire les forces conjuguées de Constantinople et de Gênes lors de la bataille de Settepozzi. Cette défaite contribua à diminuer aux yeux de Michel VIII l’utilité de son alliance avec Gênes,. À cela s’ajoutaient l’enthousiasme des Génois pour les combats qui leur assuraient un imposant butin et leur peu d’ardeur pour ceux qui visaient à soutenir ses forces combattant en Morée. Enfin, l’influence grandissante acquise par les Génois dans Constantinople même risquait de leur assurer une domination sur le commerce encore plus grande que celle exercée auparavant par les Vénitiens. Peu après cette bataille, Michel VIII démobilisa soixante navires et commença à retarder le paiement des soldes des équipages des navires génois; manifestement les deux partenaires s’éloignaient l’un de l’autre ,,. Le fossé devait se creuser davantage en 1264 lorsque le podestat génois à Constantinople fut impliqué dans un complot visant à livrer la ville à Manfred de Sicile; l’empereur devait chasser les Génois de la ville et les envoyer à Heraclea Perinthus sur la Propontide,.

### Le traité non ratifié de 1265
Michel VIII se résolut alors à envoyer un émissaire à Venise en la personne d’un prisonnier de guerre vénitien, Arrigo Trevisano. Le doge Reniero Zeno (r. 1253 – 1268) renvoya Trevisano à Constantinople avec son propre envoyé, Benedetto Grillone qui fut remplacé à son tour par Jacopo Dolfin et Jacopo Contarini. Le 18 juin 1265, les deux parties en étant venues à une entente, un premier accord de suspension des hostilités  fut signé à Constantinople par l’empereur et les envoyés vénitiens. Ses termes étaient très avantageux pour les Vénitiens qui auraient, en pratique, retrouvé la position qui était la leur avant 1261,.
Les principales dispositions étaient les suivantes :
1. La cession à Venise de quartiers spécifiques  pour ses ressortissants à Constantinople, Thessalonique et autres cités byzantines, et la reconnaissance d’un bailli à titre de représentant officiel des Vénitiens dans l’empire[17],[18].
2. L’exemption de toute taxe pour les marchands vénitiens dans l’empire[17].
3. Tous les Génois seraient expulsés de l’empire et tout traité byzantin dans l’avenir serait soumis à l’acquiescement de Venise[17],[19].
4. Venise maintiendrait la paix avec l’empire byzantin même si une puissance amie (parmi lesquelles sont mentionnés la papauté, la France, la Sicile, la Castille, l’Aragon, l’Angleterre, Charles d’Anjou, Pise et Ancône) attaquait Constantinople[19],[20].
5. Si une flotte génoise attaquait Constantinople, Venise dépêcherait à l’aide de la cité une flotte égale en nombre à celle de Gênes[19].
6. Byzance reconnaissait la souveraineté de Venise sur la Crête et les deux avant-postes de Modon et Coron en Morée[17],[19].
7. Byzance pourrait agir librement contre les seigneurs latins d’Eubée; les citoyens vénitiens qui y résidaient ne pourraient venir à l’aide de ces derniers; en contrepartie de quoi leurs propriétés et leurs positions dans l’île seraient maintenues[17],[19].
8. Les autres territoires latins situés en mer Égée capturés après la quatrième croisade, incluant les territoires inféodés de la principauté d’Achaïe, seraient retournés à l’empire byzantin[19],[21].

Les Vénitiens y perdaient deux choses : leur souveraineté exclusive sur les trois-huitièmes de Constantinople  concédée en 1204, et l’exclusivité commerciale dont ils jouissaient. Pour sa part, Michel VIII mettait en compétition les républiques de Venise et de Gênes, compétition dont il espérait pouvoir tirer profit.
Considérant sans doute que la situation n’était pas suffisamment stable à Constantinople , le doge refusa de ratifier l’accord. Selon Geanakoplos, soit que les Vénitiens interprétèrent l’étendue des concessions byzantines comme un signe de faiblesse, soit que l’intention avouée de Michel VIII de restaurer l’Empire byzantin dans ses frontières d’avant 1204 menaçait leurs propres possessions dans la région. D’autant plus, comme le fait remarquer l’historien Donald Nicol que le doge continuait à chérir le titre de « Seigneur d’un quart et d’un huitième de l’empire des Romains » (dominus quartae partis et dimidiae totius Imperii Romaniae) hérité du partage de 1204 et qu’il aurait eu de la difficulté à accepter un traité qui le décrivait simplement comme « doge de Venise et seigneur de Croatie, de Dalmatie et des autres endroits et iles soumis à son autorité » (en latin : dux Venetiarum et dominator Chroatiae et Dalmatiae et omnium aliarum terrum et insularum suae; en grec : δοὺξ Βενετίας καὶ ἐξουσιαστὴς Χορβατίας, Δαλματίας καὶ τῶν ὑπὸ τὴν ἐξουσίαν αὐτοῦ λοιπῶν χωρῶν τε καὶ νησίων), ce qui non seulement diminuait son prestige, mais encore faisait revenir les relations entre Venise et Constantinople au statu quo existant avant 1204. L’intention de Venise pouvait être de maintenir, voire de rehausser sa position dans cette région grâce à l’aide de Manfred de Sicile d’abord, puis de l’ambitieux Charles d’Anjou (r. 1266 – 1285) dont les ambitions sur Constantinople étaient connues de tous, d’où son inclusion nominale dans le projet de traité par Michel VIII.

### Montée en puissance de Charles d’Anjou

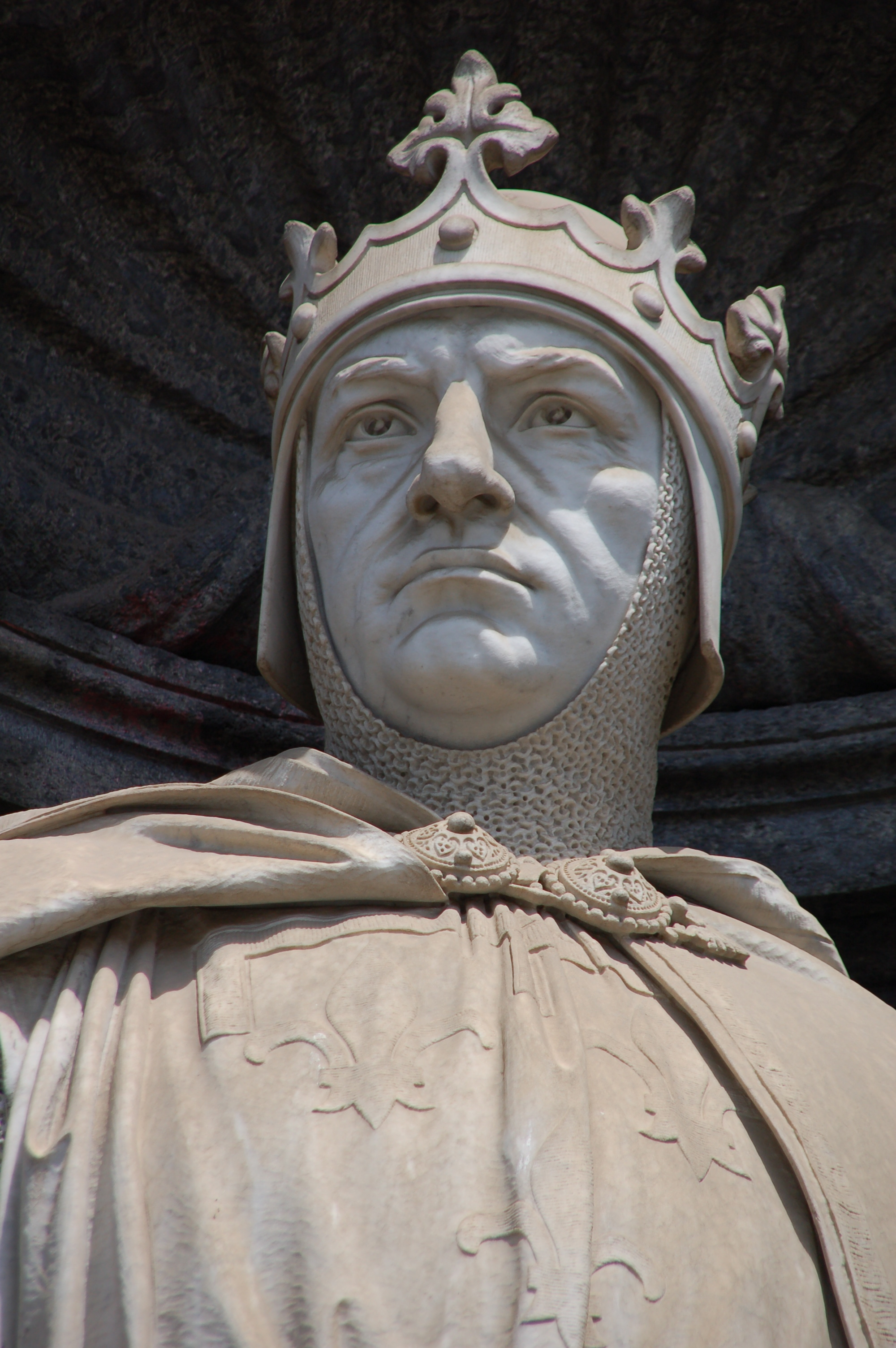
Charles Ier d’Anjou, roi de Sicile (Palais royal, Naples).

Après sa victoire décisive sur Manfred de Hohenstaufen lors de la bataille de Bénévent le 26 février 1266, Charles d’Anjou (r. 1266 – 1285), maintenant roi de Naples et de Sicile, mit à exécution ses plans visant la conquête de Constantinople. Ceux-ci devinrent évidents lors de la signature des traités de Viterbe des 24 et 27 mai 1267 conclus entre lui-même, l’ex-empereur latin Baudouin II, le prince d’Achaïe, Guillaume II de Villehardouin, en la présence du pape. Charles y promettait d’aider Baudouin à récupérer son trône en échange de territoires conquis par les Latins lors de la quatrième croisade et de la suzeraineté sur l’Achaïe. Dans un effort pour attirer les Vénitiens, ceux-ci se voyaient promettre la pleine restauration des privilèges qui étaient les leurs après 1204.
Inquiet des ambitions de Charles, et le traité avec Venise ne s’étant pas matérialisé, Michel VIII se tourna à nouveau vers Gênes, permettant la création d’une colonie génoise dans le faubourg de Galata, de l’autre côté de la Corne d’Or,. Ce traité inquiéta les Vénitiens qui avaient vu leur commerce avec l’Orient diminuer considérablement du fait de l’alliance entre Constantinople et Gênes. Les ambitions de Charles d’Anjou dans l’Adriatique et en Grèce continentale menaçaient leur propre liberté d’action en Méditerranée. Le doge Reniero Zeno prit donc la décision d’envoyer, le 1er novembre 1267 deux ambassadeurs plénipotentiaires, Marco Bembo et Pietro Zeno à Constantinople dans le but d’en arriver à un nouveau traité avec Michel VIII,.

## Le traité de 1268
Un nouveau traité fut effectivement conclu à Constantinople le 4 avril 1268. Dans les dernières années la position des Byzantins face à Venise s’était considérablement renforcée, avec comme conséquence que les termes de ce traité étaient beaucoup moins avantageux pour les Vénitiens que cela n’aurait été le cas en 1265. De plus, ceux-ci se sentirent obligés de reconnaitre à Michel VIII le titre de « Imperator et moderator Romanorum » (empereur et gouverneur des Romains) plutôt que celui de « Imperator et moderator Graecorum » (empereur et gouverneur des Grecs) comme précédemment, y ajoutant l’appellation de « nouveau Constantin » que Michel VIII avait adopté après sa reconquête de Constantinople,. Le traité fut ratifié par le doge Zeno le 30 juin. Celui-ci devait mourir quelques jours plus tard. Michel VIII se hâta d’envoyer Georges Tzimiscès et Georges Kalodoukas à Venise pour s’assurer que son successeur, Lorenzo Tiepolo (r. 1268 – 1275), maintienne son appui, ce qu'il fit le 30 juillet ,,.
Les principales nouvelles dispositions étaient les suivantes:
1. Pendant une trêve de cinq ans débutant le 4 avril 1268 entre la république de Venise et l’ « Empire romain » s’appliquant tant sur terre que sur mer, Venise s’engageait à ne pas attaquer Byzance ni aucun de ses territoires, à ne s’allier avec aucune autre puissance (une allusion évidente à Charles d’Anjou) contre l’empire, à ne pas permettre à quelque capitaine de navire ou noble vénitien de s’entendre avec « d’autres rois, princes, barons ou comtes » qui comploteraient contre les territoires byzantins, et à ne pas permettre que les navires vénitiens servent à transporter des troupes destinées à envahir les territoires sujets de l’empereur[32],[36],[37].
2. Tous les prisonniers grecs détenus en Crète, à Modon, Coron et dans l’Eubée seraient libérés immédiatement, entendu qu’ils demeuraient libres ou bien de rester sur place ou de partir à leur gré[32],[38]. Pour leur part, les Byzantins promettaient de faire de même avec les Vénitiens qui seraient incarcérés sur leur territoire; ils s’engageaient également à interdire la fabrication et la vente d’armes pouvant être utilisées contre les Vénitiens[34],[39].
3. De la même façon, l’empereur s’engageait à observer les mêmes dispositions, à ne pas attaquer les possessions vénitiennes de Crète, de Modon et de Coron, les iles vénitiennes de la mer Égée et à respecter les termes du traité survenu entre Venise et le prince d’Achaïe concernant l’Eubée[32],[40],[41].
4. Les Vénitiens obtenaient la permission de s’installer où ils le voudraient à Constantinople ainsi que dans tout autre endroit de l’empire, sans qu’ils soient tenus à habiter dans certains quartiers déterminés par l’empereur. Ils étaient ainsi libres de louer les maisons qu’ils désiraient ainsi que les bains et boulangeries selon les termes à négocier. Ils pourraient utiliser leurs propres poids et mesures et avoir des églises selon le rite latin. Bien que l’obligation de payer un loyer soit nouvelle, les marchands vénitiens continuaient à être dispensés de toute taxe dans l’empire[32],[42],[43].
5. Les Génois conservaient la permission de demeurer dans l’empire (contrairement à ce que prévoyait le traité de 1265) à la condition que ni Génois ni Vénitiens ne s’engagent dans des hostilités mutuelles entre Abydos à l’entrée des Dardanelles et l’entrée septentrionale du Bosphore sur la mer Noire. Si l’une ou l’autre partie enfreignait cette clause, l’empereur agirait comme arbitre[32],[40], [41].
6. Si un citoyen de Venise venait à décéder sur le territoire de l’empire, il appartiendrait à un recteur vénitien du bailo de disposer de ses biens ou par d’autres citoyens vénitiens sans interférence des autorités byzantines[34],[44].
7. Tout navire ou équipage vénitien naufragé recevrait toute l’assistance possible des autorités byzantines afin de récupérer les biens transportés[34],[45].
8. Les navires vénitiens pourraient transporter le grain acheté n’importe où dans l’empire et l’exporter sans restriction, sauf dans les pays hostiles à l’empire, pour autant que le prix demeure à 50 hyperpères d’or pour 100 modioi. Si les prix venaient à augmenter l’exportation serait sujette à une licence spécifique donnée par l’empereur[34],[45].
9. Dans le cas où un Vénitien serait accusé d’avoir tué un Byzantin ou un autre Vénitien à Constantinople, le cas relèverait du tribunal de l’empereur; toutefois, toute offense contre un Byzantin, ou un meurtre commis sur la personne d’un autre Vénitien à l’extérieur de Constantinople serait jugé par un recteur vénitien ou le bailo [41],[46],[47].
10. Tout dommage causé par des corsaires vénitiens sur le territoire de l’empire serait restitué par le bailo qui serait également tenu de faire comparaître les coupables en justice. Venise s’engageait également à ne pas porter secours ou même à abriter des corsaires œuvrant  sur le territoire de l’empire. Sont spécifiquement exclus les actes perpétrés par des Vénitiens gouvernant certaines iles de la mer Égée non soumises à la République. Aucune référence n’était toutefois faite à des corsaires byzantins que l’on savait actifs dans la région[34],[39], [41].
11. Les marchands byzantins auraient le droit de se rendre à Venise et d’y faire le commerce de n’importe quelle marchandise sans entrave[48].

## Les suites
Le traité tourna rapidement à l’avantage de Constantinople. En septembre 1269, Charles d’Anjou envoya un chevalier d’Achaïe, Erard d’Aunoy, et l’abbé du Mont Cassin à Venise pour rallier la république à ses dessins contre Michel VIII, mais le doge déclina, faisant valoir les termes de l’accord,. La position adoptée par Venise reflétait à la fois sa satisfaction d’avoir retrouvé le libre accès commercial à l’Empire byzantin ainsi que les craintes que soulevait la politique expansionniste menée par Charles dans l’Adriatique comme venait de l’illustrer l’accord que celui-ci avait conclu avec la Hongrie, rivale traditionnelle de la république en Dalmatie. En 1272, alors que la trêve venait à expiration, les envoyés de Charles, de Baudouin et de Michel furent dépêchés à Venise. Les diplomates byzantins emmenaient avec eux quelque 500 prisonniers vénitiens, probablement capturés en Eubée et qui avaient servi d’équipages sur les galères des seigneurs lombards de l'île. Au milieu d’une intense activité diplomatique dont de nombreuses interventions du pape Grégoire X pour que la trêve ne soit pas renouvelée, le doge préféra attendre prudemment la suite des évènements. De la sorte, la trêve demeura tacitement en vigueur même si elle ne fut jamais officiellement renouvelée,.
Les Vénitiens pour leur part éprouvèrent rapidement diverses raisons de ne pas être pleinement satisfaits du traité, notamment en ce qui concernait la circulation libre et sans entrave des marchands vénitiens et de leurs biens. En 1278, le doge soumit une liste de plus de 300 entorses à cette clause subies par les navires de la république, ses commerçants et leurs biens depuis 1268 aux mains de sujets de l’empire. Beaucoup des contrevenants étaient des corsaires agissant pour l’empereur; mais il y avait aussi des soldats, des agents de douane, des gouverneurs locaux et même, à une occasion, un sebastokrator (possiblement le demi-frère de l’empereur, Constantin) qui avait dévalisé et assassiné un archidiacre vénitien capturé sur un navire au large des côtes de Morée .
En 1270, une coalition anti-angevine prit le pouvoir à Gênes et deux ans plus tard Michel VIII renouvela son alliance avec la cité, maintenant hostile à Charles d’Anjou . Il continua simultanément un rapprochement avec la papauté de qui dépendait le succès ou l’échec de Charles selon que le pape déclarerait qu’une expédition entreprise contre Constantinople constituerait une « croisade » ou non. Les conditions posées par le pape pour un appui à Byzance étaient les conditions traditionnelles de Rome : l’empereur et l’Église orthodoxe devaient confesser leurs erreurs et accepter la suprématie pontificale. Devant le danger que représentait la puissance navale de Charles et la coalition qu’il avait pu rassembler, Michel VIII n’avait d’autre recours que de se soumettre et l’union des Églises fut proclamée au deuxième concile de Lyon en 1274 . Même si cette union se révéla extrêmement impopulaire parmi le peuple et le clergé de Constantinople, elle s’avérait un succès diplomatique d’envergure pour Michel VIII qui se voyait reconnaitre par le pape comme légitime empereur de Constantinople et qui forçait Charles d’Anjou à mettre en suspens ses plans d’agression contre l’Empire byzantin. Michel VIII utilisa cette accalmie pour attaquer ses rivaux tant latins que grecs en Grèce continentale.
Bien que les représentants de Venise aient fait valoir avec force ce qu’ils considéraient comme leurs droits dans l’empire à Lyon, l’avantage demeurait du côté de Constantinople, si bien que le doge Jacopo Contarini (r. 1275 – 1280) envoya des émissaires auprès de Michel VIII en 1276 pour renégocier le traité de 1268. Une entente fut conclue le 19 mars 1277 entre le gouvernement impérial et le plénipotentiaire Marco Bembo, non toutefois sous forme d’un traité, pratique normale entre États souverains, mais plutôt d’un chrysobulle, document officiel muni d’un sceau en or par lequel l’empereur concédait un certain nombre de privilèges à un État faisant, selon les vues byzantines, partie de l’empire universel qu’il dirigeait. Toutefois, en raison de la situation internationale particulièrement trouble, l’accord fut limité à deux ans. Il ne fut pas renouvelé à son expiration et, en 1281, par le traité d’Orvieto, Venise se joignait à la coalition anti-byzantine dirigée par Charles d’Anjou, en vue d’une campagne qui devait se mettre en branle en avril 1283. Cependant, les Vêpres siciliennes qui éclatèrent en mars 1282 et la guerre qui s’ensuivit devaient interrompre ces plans. Aux termes du traité d’Orvieto, un état de guerre existait entre Venise et Constantinople. Une des conséquences des Vêpres siciliennes fut de faire perdre aux Vénitiens toute chance de récupérer la position dominante qu’ils occupaient; tant que dura cet état de guerre, leur commerce avec l’Orient fut interrompu, ce dont profitèrent les Génois. Après de longues négociations, un nouveau traité de paix d’une durée de dix ans fut conclu en juin 1285, renouvelant pour l’essentiel les clauses de l’accord de 1277.